# Who's Your Daddy?
«Who's Your Daddy?» es una canción de la banda de Heavy metal Lordi, que ganó el Festival de la Canción de Eurovisión 2006. Es una de las 6 canciones de las que la banda ha hecho un videoclip. Se publicó en 2006, tomando parte del álbum The Arockalypse, el mismo álbum donde estaba la canción que ganó Eurovision, Hard Rock Hallelujah.

## Videoclip
El video comienza en una antigua discoteca de moda abandonada. Un muchacho de la universidad y su cita empiezan a patinar. Sin embargo la chica lo empuja hacia el escenario y se la levanta la parte superior de la camiseta revelando un sujetador plateado. A medida que el chico se inclina para besarla ella desaparece y aparece la banda. Mr. Lordi resucita a 12 niñas-vampiresas, todas vestidas con la misma ropa que la chica del inicio. Las vampiresas comienzan a bailar en frente de Lordi, mientras Amen toca la guitarra y sus cabezas se elevan. Las vampiresas finalmente pulularan al muchacho en señal de Mr. Lordi al final de la canción.

## Lista de canciones
Edición finlandesa:
1. «Who's Your Daddy?» (Eadio edit)
2. «Whos Your Daddy?» (Versión larga)
3. «Devil Is A Loser» (Directo)

Edición normal:
1. «Who's Your Daddy?» (Decipated radio edit)
2. «Devil Is A Loser» (Live)

Edición especial:
1. «Who's Your Daddy?» (Radio edit)
2. «Evilove» (Canción no publicada hasta entonces)
3. «They Only Come Out At Night» (Versión Álbum, con Udo Dirkschneider)
4. Devil Is A Loser (Directo)

## Clasificación
«Who's Your Daddy?» alcanzó su punto máximo en la tabla única de Finlandia en el # 1 el 9 de septiembre de 2006  pero luego cayó rápidamente fuera del top 20. Se alcanzó el # 14 en Suecia el 22 de agosto de 2006, y # 21 en Austria el 23 de agosto de 2006. Alcanzó el puesto # 33 en Alemania el 26 de agosto de 2006